# Distretto di Surco
Il distretto di Surco è uno dei trentadue distretti della provincia di Huarochirí, in Perù. Si trova nella regione di Lima e si estende su una superficie di 102,58 chilometri quadrati.
Istituito il 15 settembre 1920, ha per capitale la città di Surco.